# 溴化镉铯
溴化镉铯（CsCdBr3）是一种合成晶体材料。它属于AMX3组（A = 碱金属，M = 二价金属，X = 卤素离子）。与大部分其他溴化物不同，CsCdBr3不吸湿，因此它可以用作太阳能电池中的高效上转换材料。因为它具有掺杂稀土金属离子的单晶结构，它也可以用作激活激光媒质。它在可见光和红外区非常透明，可以用作非线性光学晶体。
化学式为Cs2CdBr4的溴化镉铯也已合成。